# Rangszámtétel
A mátrixelméletben a rangszámtétel alapján a következő állítások ekvivalensek:
1. Az A mátrix rangja r.
2. Az A mátrix oszlopvektor-rendszerének rangja r.
3. Az A mátrixnak van r-ed rendű nemnulla aldeterminánsa, de nincs r+1-ed rendű nemnulla aldeterminánsa.

Tehát a tétel szerint egy mátrix oszlopvektor-rendszerének rangja, sorvektor-rendszerének rangja, valamint a mátrix legnagyobb rendű nemnulla aldeterminánsának a rendje mindig megegyezik.